# Sitagliptin
Sitagliptín (pod zaščitenim imenom Januvia in drugimi) je peroralno antidiabetično zdravilo iz skupine zaviralcev dipeptidil-peptidaze 4, ki se uporablja za zdravljenje sladkorne bolezni tipa 2. Uporablja se peroralno (skozi usta). Za zdravljenje sladkorne bolezni se uporablja samostojno ali pa v kombinaciji z drugimi antidiabetiki. Na voljo je tudi v kombiniranem zdravilu z metforminom (pod zaščitenim imenom Janumet).
Najpogostejši neželeni učinki sitagliptina so glavobol, otekline na nogah in okužbe zgornjih dihal. Med hude neželene učinke spadajo angioedem, hipoglikemija (prenizka koncentracija krvnega sladkorja), ledvična okvara, pankreatitis in bolečine v sklepih. Podatki o varni uporabi med nosečnostjo ali dojenjem niso na voljo. Zavira encim dipeptidil peptidazo 4 (DPP-4), s čimer spodbudi nastajanje inzulina ter zavre nastajanje glukagona v trebušni slinavki.